# Fesmy-le-Sart
Fesmy-le-Sart è un comune francese di 482 abitanti situato nel dipartimento dell'Aisne della regione dell'Alta Francia.

## Società

### Evoluzione demografica
Abitanti censiti

## Storia
All'epoca carolingia, il territorio rurale di Fesmy divenne proprietà del vescovo di Cambrai, probabilmente trattandosi a quell'epoca essenzialmente di bosco e di terreni incolti.
Nell'XI secolo il villaggio fu sede dell'abbazia di Fesmy, fondata da due nobili inglesi, e il cui primo abate fu Étienne, nel 1080. Nel 1215, l'abate Humbert affrancò gli abitanti di Fesmy.
Inchieste della fine del XIII secolo, riportate da Roger Dion, rivelano che gli abitanti di Fesmy non sapevano se essi dipendevano dal re di Francia o dall'imperatore germanico. In effetti, a seconda del loro interesse, essi si rivolgevano sia alla giustizia d'un sovrano, sia a quella dell'altre, situazione molto comune a quell'epoca in paesi di marca (confine).
Fino alle guerre di Luigi XIV, il comune era situato al confine tra l'antica Francia e i Paesi Bassi spagnoli.
L'abbazia fu soppressa nel 1762.
Nel 1807, il comune fu creato una prima volta dalla fusione dei comuni di Fesmy e di Le Sart, a seguito di un decreto del 12 luglio 1807, ma un'ordinanza reale del 29 maggio 1830 soppresse il comune, ristabilendo i comuni di Fesmy e di Le Sart. Nel 1972, il comune è stato ricreato con il decreto prefettizio del 13 aprile 1972 con la fusione definitiva dei comuni di Fesmy e di Le Sart.